# Heimatbuch

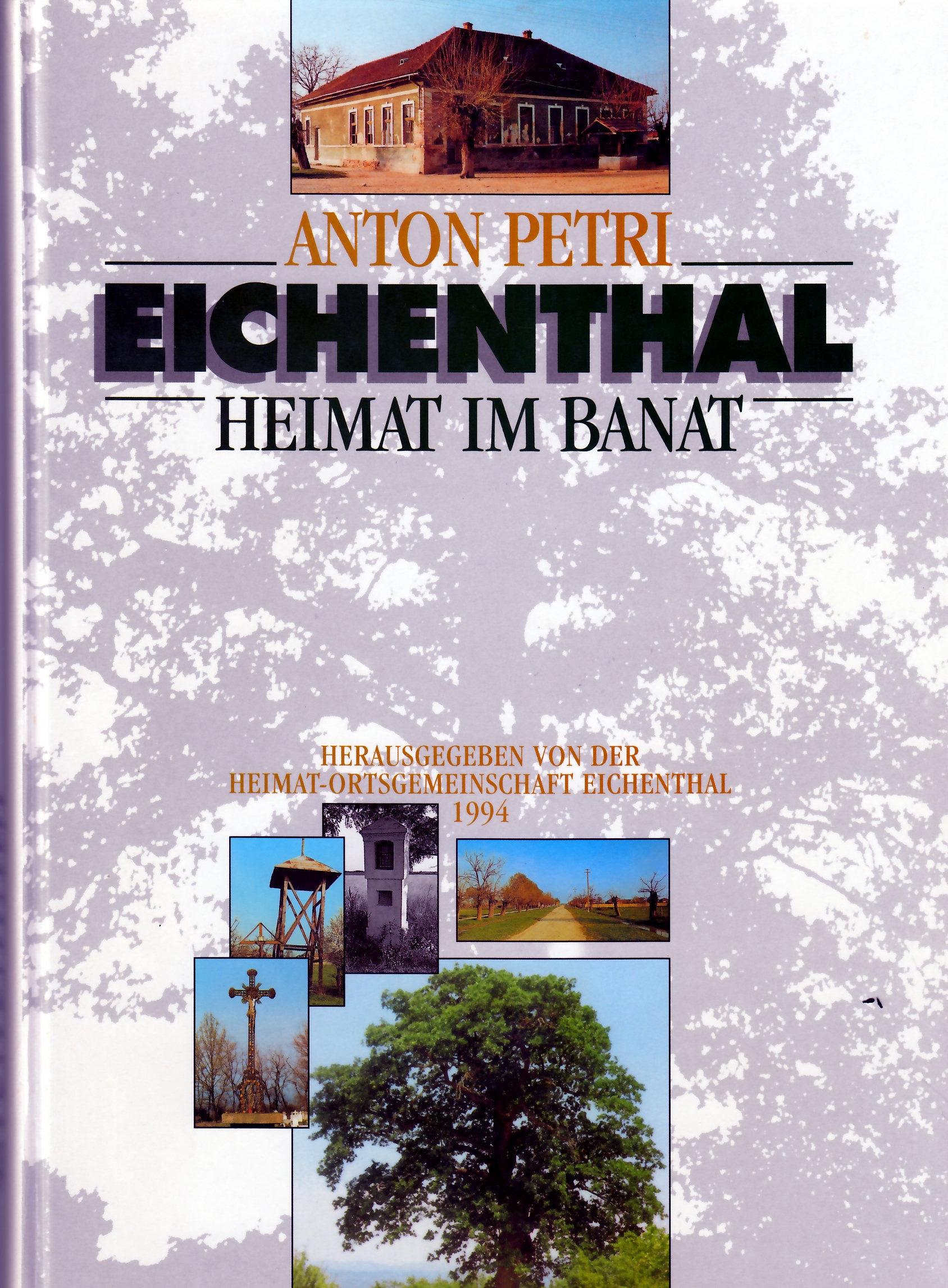
Beispiel für ein Heimatbuch eines aus dem Banat vertriebenen Autors

Ein Heimatbuch  (auch als Ortschronik bezeichnet) erzählt in Form einer Monographie die Geschichte eines Ortes (meist eines Dorfes). Kennzeichnend ist die Vorstellung einer geschlossenen örtlichen Gemeinschaft, deren Geschichte von den Anfängen bis zur Gegenwart nachgezeichnet wird. Heimatbücher werden meist von nicht-akademischen Laien verfasst, sie unterscheiden sich von der wissenschaftlichen Lokalgeschichte.
Eine verwandte Gattung sind Heimatkalender oder Heimatjahrbücher die als Periodika jährlich erscheinen und historische Beiträge in Aufsatzform, manchmal aber auch literarische Texte mit Heimatbezug, Fotografien oder Berichte über aktuelle Ereignisse in Form einer Jahreschronik enthalten. Sie werden meist von größeren Gemeinden, Landkreisen oder Heimatvereinen herausgegeben.  

## Merkmale

### Charakteristika
Heimatbücher bzw. Ortschroniken verfolgen den Ansatz, die „ganze Geschichte“ eines Ortes zu erzählen. Der Vollständigkeitsanspruch geht in der Praxis allerdings einher mit großen Lücken und vielen „weißen Flecken“.
Das Leitmotiv von Heimatbüchern ist die Ort-Umwelt-Differenz (bzw. Dorf-Umwelt-Differenz): Während sich demnach das Leben der abgeschlossenen Dorfgemeinschaft kontinuierlich entwickelt hat, drang die „große Geschichte“ – vor allem in Form von Kriegen und Katastrophen – „von außen“ in das Dorf ein.
Das heute in Deutschland vorherrschende Gerüst von Heimatbüchern hat sich in den 1950er Jahren herausgebildet.
Der Aufbau der Bücher orientiert sich an der Chronologie der behandelten Zeitabschnitte, allerdings wird der chronologische Ansatz mit einem zeitlichen „Hin und her der Kapitel“ verknüpft. Als die „großen Drei der Ortschronistik“ gelten die Themen Kirchen, Schulen und Vereine. Häufig auftauchende Abschnitte sind „Häuserchroniken“, welche die Besitzverhältnisse der einzelnen Häuser nachzeichnen, und „Gefallenenlisten“, welche die getöteten Soldaten der Kriege (meist des Ersten und Zweiten Weltkriegs) auflisten. Wie aus Vorworten von Heimatbüchern hervorgeht, ist es das vordringliche Ziel von Heimatbüchern, die „Heimatliebe“ zu fördern. In vielen Fällen soll erklärtermaßen die Ortsgemeinschaft während des Prozesses der gemeinschaftlichen Erstellung des Heimatbuches enger zusammenwachsen.

### Erzählmuster
Der in Heimatbüchern auftauchende Idealtypus der historischen Dorfgemeinschaft beruht auf der Vorstellung einer quasi-natürlichen Arbeitsteilung im Mikrokosmos des Dorfes. Der die Landwirtschaft bestimmende Jahreslauf bestimmte den Alltag nach der Darstellung in vielen Heimatbüchern bis in die Nachkriegszeit. Für die 1960er und 1970er Jahre wird ein Niedergang dieser Dorfgemeinschaft konstatiert – als direkte Folge der Technisierung sowie des Aufkommens von Fernseher und Auto. Die Verfallsdiagnose ist in vielen Fällen mit der Fortschrittserzählung verwoben: Das Leben der Vorfahren wird im Vergleich zu heute zwar als „beschaulich und überschaubar“ beschrieben, aber auch als mühsamer und härter. Typisch für Heimatbücher ist außerdem die Einteilung der Geschichte in „schlechte“ und „gute Zeiten“.

### Abgrenzung gegenüber der wissenschaftlichen Lokalgeschichte
Die wissenschaftliche Lokalgeschichte zeichnet sich durch die methodische Distanz der Autoren zu ihrem Gegenstand aus, dagegen sollen Heimatbücher explizit die Nähe der Autoren zu „ihrem“ Ort zum Ausdruck bringen: Heimatbücher werden nach dem Prinzip „aus dem Ort, für den Ort“ erstellt, sie richten sich nicht an eine übergreifende wissenschaftliche Gemeinschaft. Während in wissenschaftlichen Darstellungen soziale und politische Konflikte auf lokaler Ebene untersucht werden, tendieren Heimatbücher dazu, ein harmonisches Bild der Dorfgemeinschaft zu zeichnen. Durch die in Heimatbüchern vorherrschende Erzählung einer von der „Außenwelt“ abgegrenzten Ortsgeschichte wird diese kaum in übergreifende historische Entwicklungen eingebettet, was wissenschaftlichen Standards widerspricht.
Heimatbüchern fehlt im Gegensatz zur wissenschaftlichen Ortsgeschichtsschreibung meist die stringente Gliederung. Kennzeichnend ist die eklektische Zusammenstellung von Kapiteln. Auch wenn mehrere Autoren zusammenwirken, wird keine Vielzahl von Perspektiven angestrebt, wie dies etwa wissenschaftliche Sammelbände auszeichnet. Den Darstellungen der Ortsgeschichte in Heimatbüchern liegt auch keine Fragestellung zugrunde. Dementsprechend gibt es auch keine Kriterien, was als relevant und irrelevant zu gelten hat: Grundsätzlich kommt allem im Ort Geschehenen dieselbe Bedeutung zu.
Auch in der Hierarchisierung von Quellengattungen unterscheiden sich Heimatbücher von der wissenschaftlichen Lokalgeschichte: Zwar beruhen auch Heimatbücher zu einem großen Teil auf schriftlichen Quellen. Allerdings werden weitergegebene Erzählungen und Berichte gegenüber Archivquellen bevorzugt. Diese Quellen werden meist nicht kritisch bewertet und kontextualisiert, sondern wortwörtlich – und häufig in großem Umfang – wiedergegeben: Ihre Wiedergabe soll nicht eine Fragestellung beantworten oder eine These veranschaulichen, sondern eine „historische Stimmung“ erzeugen.

### Umgang mit dem Nationalsozialismus
Heimatbüchern wird häufig die mangelnde Auseinandersetzung mit dem Nationalsozialismus vorgeworfen. Wie Untersuchungen ergeben, wird der Nationalsozialismus in Heimatbüchern gemäß der Ort-Umwelt-Trennung als etwas „von außen“ Kommendes beschrieben. Die Täter aus dem Ort bleiben oft unbenannt oder werden als „ortsfremd“ dargestellt. Im Mittelpunkt der Erzählung stehen die eigenen „Opfer“ – etwa die im Krieg gefallenen Soldaten oder die notleidende Bevölkerung der Nachkriegszeit.

## Geschichte des Heimatbuchs

### Deutsches Reich
Im späten 19. Jahrhundert bildete sich im Deutschen Reich die Heimatkunde als nicht-professionelle, mehrheitlich von Laien betriebene Forschung heraus. Getragen wurde die Heimatkunde, die sich in dieser Zeit als Schulfach etablierte, von den neu gegründeten Heimat- und Geschichtsvereinen. Die ersten als „Heimatbücher“ betitelten Veröffentlichungen erschienen nach 1900.  Anfangs veröffentlichten fast nur Pädagogen Heimatbücher, bald kamen Pfarrer hinzu. In der Folgezeit kam es zu einer wachsenden Professionalisierung und Verwissenschaftlichung der Heimatbücher.
Während der ersten Blüte der Heimatbewegung in den 1920er Jahren wurden Heimatbücher zu einem Massenphänomen. Die Heimatbücher waren häufig durch völkisch-rassistische Anschauungen geprägt. Schließlich vereinnahmte der nationalsozialistische Staat die Heimatbewegung und förderte die ehrenamtliche „Dorfbucharbeit“.

### Bundesrepublik Deutschland
In Westdeutschland bildete sich nach 1945 das heute vorherrschende Genre der Heimatbuches heraus. Zunächst stammten die meisten Heimatbücher noch von akademischen Autoren aus der Heimatbewegung der Weimarer Republik. Zahlreiche „Heimatvertriebene“ verfassten Heimatbücher über ihre Herkunftsorte, dieser Trend hielt bis in die 1990er Jahre an.
Ab den 1970er Jahren widmeten sich im Zuge der „zweiten Heimatbewegung“ zunehmend Laien der Heimatgeschichtsschreibung. Heimatbücher erfuhren eine große Popularität und massenhafte Verbreitung. Im Zuge der alltagsgeschichtlichen Bewegung lösten sich Heimatbücher aus der hierarchischen Beziehung zur akademischen Landes- und Lokalgeschichte.
Zunehmend wurden Heimatbücher nicht mehr von einzelnen Autoren, sondern von Arbeitsgruppen in Gemeinschaftsarbeit erstellt. Der Heimatbuch-Boom hält bis heute an, Tausende entsprechende Werke sind bislang erschienen. Ihre genaue Zahl lässt sich nicht erfassen, zumal viele Veröffentlichungen als „graue Literatur“ erscheinen.
In vielen Fällen erscheinen Heimatbücher und Ortschroniken anlässlich von Ortsjubiläen. Die Finanzierung der Druckkosten beruht häufig meist auf drei Säulen: Die Gemeindeverwaltung übernimmt einen Teil der Kosten, ein weiterer Teil wird durch Spenden (insbesondere durch örtliche Unternehmen) beglichen, der Rest erfolgt in Eigenleistung durch die Autoren.

### Deutsche Demokratische Republik
In der DDR wurde die Heimatforschung staatlich reglementiert und gelenkt. Heimatforscher mussten sich im Kulturbund organisieren, alle heimatkundlichen Publikationen wurden vor einer Veröffentlichung begutachtet. Die offiziell geführten „Ortschroniken“ sollten die „Geschichte der Arbeiterbewegung“ in den Mittelpunkt stellen und den „Aufbau des Sozialismus“ in der DDR dokumentieren.
Anders als in der Bundesrepublik konnte sich in der DDR das Genre der Heimatbücher nicht etablieren. Allerdings wurden Heimatbuchinhalte in Festschriften zu Ortsjubiläen vermittelt, wo sie mit SED-treuen Geleitworten gerahmt wurden. Im Zuge der Vereinigung Deutschlands setzte sich das Heimatbuch rasch auch in Ostdeutschland durch.

## Wissenschaftliche Bewertung
In der Geschichtswissenschaft erfahren Heimatbücher kaum Beachtung. Wegen des Mangels an Wissenschaftlichkeit gilt die Heimatforschung bestenfalls als „Basisarbeit“ der Landesgeschichtsschreibung. Heimatgeschichtliche Verbände, die sich als Mittler zwischen Wissenschaft und Laiengeschichte sehen, halten am Ziel der Verwissenschaftlichung der Heimatgeschichte fest, obwohl dieses Ziel bislang nicht zu erreichen war.
Der Historiker Dirk Thomaschke wendet sich dagegen, Heimatbücher ausschließlich an geschichtswissenschaftlichen Kriterien zu messen und dadurch als defizitär zu fassen. Stattdessen betrachtet er die Ortschronik bzw. das Heimatbuch als eigenständiges literarisches und erinnerungskulturelles Genre.
Heimatbücher fixieren zudem häufig mündliche Überlieferungen oder werten in Privatbesitz befindliche Quellen, oftmals dokumentieren sie auch durch historische Fotografien das Orts- und Landschaftsbild. Daher können sie ihrerseits Quellen für die historische Forschung werden, wobei eine entsprechend kritische Bewertung der wiedergegebenen Fakten notwendig ist.

## Belege
1. ↑  Beer, Mathias: Das Heimatbuch als Schriftenklasse. Forschungsstand, historischer Kontext, Merkmale und Funktionen, in: Beer, Mathias (Hg.): Das Heimatbuch. Geschichte, Methodik, Wirkung, Göttingen 2010, S. 9–40, hier S. 14
2. ↑  Thomaschke, Dirk: Abseits der Geschichte. Nationalsozialismus und Zweiter Weltkrieg in Ortschroniken, Göttingen 2016, S. 103
3. ↑  Thomaschke: Abseits, S. 21
4. ↑  Thomaschke: Abseits, S. 54
5. ↑  Thomaschke: Abseits, S. 21
6. ↑  Thomaschke: Abseits, S. 43
7. ↑  Thomaschke: Abseits, S. 77
8. ↑  Thomaschke: Abseits, S. 81
9. ↑  Thomaschke: Abseits, S. 142f.
10. ↑  Thomaschke: Abseits, S. 28
11. ↑  Beer: Heimatbuch, S. 14
12. ↑  Beer: Heimatbuch, S. 32
13. ↑  Thomaschke: Abseits, S. 53
14. ↑  Thomaschke: Abseits, S. 48
15. ↑  Thomaschke: Abseits, S. 70
16. ↑  Setzler, Wilfried: Die NS-Zeit im Heimatbuch – ein weißer Fleck?, in: Beer, Mathias (Hg.): Das Heimatbuch. Geschichte, Methodik, Wirkung, Göttingen 2010, S. 203–220, hier S. 204
17. ↑  Thomaschke: Abseits, S. 128, 156
18. ↑  Faehndrich, Jutta: Entstehung und Aufstieg des Heimatbuchs, in: Beer, Mathias (Hg.): Das Heimatbuch. Geschichte, Methodik, Wirkung, Göttingen 2010, S. 55–84, hier S. 55
19. ↑  Faehndrich: Entstehung, S. 65
20. ↑  Faehndrich: Entstehung, S. 75
21. ↑  Thomaschke: Abseits, S. 209
22. ↑  Thomaschke: Abseits, S. 32
23. ↑  Beer: Heimatbuch, S. 11
24. ↑  Thomaschke: Abseits, S. 35
25. ↑  Thomaschke: Abseits, S. 298
26. ↑  Thomaschke: Abseits, S. 238
27. ↑  Thomaschke: Abseits, S. 317
28. ↑  Thomaschke: Abseits, S. 17
29. ↑  Thomaschke: Abseits, S. 323